# Задзвени із глибини…
«Задзвени із глибини…» (нім. «Leise zieht durch mein Gemüth…») — вірш  Генріха Гейне, написаний у 1830 році. Входить до циклу «Нова весна», створеного на прохання композитора  Альберта  Метфесселя. Вперше опублікований у 1831 році в другому виданні другого тому «Подорожніх картин», друкувався в періодичних виданнях і в збірках «Салон» (т. 2, 1835) та  «Нові вірші» (1844).
Декілька разів перекладався українською мовою — як окремий текст чи у складі поетичного циклу.

## Історія створення
Ця поетична мініатюра була створена в листопаді 1830 року, в період важливого для Гейне рішення залишити батьківщину і оселитися в Парижі. Поезія є шостим віршем циклу «Нова весна», частиною його експозиції, що вибудовується як історія від зародження кохання в живому серці поета до присутності кохання в кожному із проявів природи, і далі — до складності почуття, яке несе і насолоду і страждання. Поет звертається до мелодики і ритміки народної пісні, зберігаючи романтичний колорит, і створює задушевне, просте вітання весні і очікуванню кохання, яке читач вгадує завдяки використаному поетом звичному для романтиків символу — троянді.

## Переклади українською
Перший переклад тексту українською належить Пантелеймону Кулішу, який переклав «Leise zieht durch mein Gemüth» у складі 18 поезій циклу «Нова весна» для збірки власних переспівів «Позичена кобза».
Наступними перекладачами були Д. Загул і В. Кобилянський, які у 1917 р. взялись за переклади творів Г. Гейне на замовлення видавництва «Серп і молот», що планувало вперше в історії випустити всю літературну спадщину німецького поета українською мовою. Однак через смерть В.Кобилянського у 1919 році спільна праця була припинена.
У 30-х роках Д. Загул зробив нові переклади «Нової весни» для п'ятитомного видання творів Г.Гейне, бо вважав свої попередні переклади слабшими технічно і надто далекими від оригіналів. Своє бачення специфіки тексту редактор пояснив так:
|  | Крім Куліша, до наших часів укр. перекладачі не брались систематично перекладати "Нову весну" бо ці вірші за нашої тодішньої перекладної техніки ставляли перед ними чималі труднощі; своїм точним розміром та економією вислову вони не давали простору для вільного розквічування ориґіналу зайвими словами та звичними для тодішнього етапу українського віршування ритмічними ходами. |

Останній переклад вірша виконаний Л. Первомайським для 4-томного видання творів 1972—1974 років.

## Тексти
| Оригінал німецькою | Переклад П.Куліша | Переклад Д.Загула | Переклад Л.Первомайського |
| --- | --- | --- | --- |
| Leise zieht durch mein Gemüt | Стиха серце підмиває | Кожну мить в душі бринить | Задзвени із глибини |
| Leise zieht durch mein Gemüt Liebliches Geläute. Klinge, kleines Frülingslied, Kling hinaus ins Weite. Zieh hinaus, bis an das Haus, Wo die Veilchen sprießen. Wenn du eine Rose schaust, Sag, ich lass’ sie grüßen. | Стиха серце підмиває Весняне співаннє. Задзвони, моя веснянко, Про любов-коханнє. Полини, де між квітками Квітка найпишніша, Привітай її від мене, Пісне моя віща! | Кожну мить в душі бринить Пісенька весняна; Полети в широкий світ, Пісенько кохана! В світі тім ти знайдеш дім В зелені розквітлій; Як троянду вгледиш в нім, Передай привіт мій | Задзвени із глибини Тихої печалі, Мила пісенька весни, — Линь все далі й далі! Линь, дзвени, знайди той дім, В квітах сад зелений, І троянду перед ним Привітай від мене. |
| | | | |

## Музика
Цей вірш Гейне став дуже популярним завдяки німецькому композитору Феліксу Мендельсону, який створив для нього мелодію в 1834 році і назвав її «Весняне привітання» (Frühlingsgruß). В 1840 році текст пісні на слова Гейне був доповнений третьою та четвертою строфою відомим німецьким поетом — піснярем Гофманом фон Фаллерслебеном і в такому вигляді він часто входить у збірки пісень для змішаного або дитячого хору.

## Поетичне відлуння у творчості Івана Франка
Мотив весни і ритміка цього твору(чотиристопний хорей, перехресне чоловіче і жіноче римування), а також піднесеність настрою, пісенність перегукуються із останньою строфою поезії «Vivere memento! (Веснянка)» І. Франка (1834):
|  | Всюди чую любий глас, Клик життя могучий... Весно, вітре, люблю вас, Гори, ріки, тучі! |

Проте Франко не обмежується суб'єктивною пейзажністю Г.Гейне, а розвиває нову філософську ідею необхідності боротьби і революційних змін.